# Кестра Киленг
Кестра Киленг (енгл. Kestra Kihleng; 12. август 2003) микронежанска је пливачица, олимпијка и вишеструка национална рекордерка, чија ужа специјалност су спринтерске трке слободним стилом.

## Спортска каријера
Дебитовала је на међународној сцени на светском првенству у Будимпешти 2017, у доби од свега 13 година, где је као убедљиво најмлађа такмичарка остварила пласмане на 79. место у трци на 50 слободно, односно на 54. место у трци на 50 делфин. Наредне године се такмичила и на првенству Океаније, да би потом направила четворогодишњу паузу од међународних такмичења и на светску сцену се вратила на светском првенству у Будимпешти 2022. године. У децембру исте године по први пут је пливала и на светском првенству у малим базенима, које је тада одржано у Мелбурну. Пливала је и на светском првенству у Фукуоки 2023. године.
На Пацифичким играма у Хонијари на Соломонима, одржаним током новембра 2023. постигла је и највећи успех у дотадашњој каријери, пошто је пливала у финалним тркама на 100 прсно и 200 мешовито (8. и 6. место), док је трку на 50 прсно завршила на 9. месту.  
На светском првенству у Дохи 2024. такмичила се у 4 дисциплине. Поред појединачних трка на 50 слободно (74) и 100 слободно (69) пливала је и у тркама микс штафета на 4×100 слободно (19) и 4×100 мешовито (30. место).
На Океанијском шампионату одржаном у Гоулд Коусту у Аустралији постигла је највећи успех у каријери освајањем бронзане медаље у трци микс штафета на 4×100 мешовито. На првенству је испливала још неколико добрих трка захваљујући којима је добила и специјалну позивницу за учешће на Летњим олимпијским играма у Паризу 2024. године.
У Паризу је пливала у квалификацијама трке на 50 метара слободним стилом. Наступила је у четвртој квалификационој групи где је пливала у стази 6, и са временом од 28.81 секунди заузела је четврто место у својој квалификационој групи, односно укупно 52. место у конкуренцији 79 такмичарки. Било је то њено најбоље време икада испливано у овој дисциплини.